# Eliot Spitzer
Eliot Laurence Spitzer (New York, 10 juni 1959) is een Amerikaans jurist en politicus van de Democratische Partij. In januari 2007 werd hij gouverneur van de staat New York. Nadat hij in opspraak was geraakt omdat hij prostituees bleek te hebben bezocht, trad hij op 17 maart 2008 af. Spitzer werd later columnist en docent in politieke wetenschappen.

## Begin carrière en gouverneurschap
Spitzer groeide op in the Bronx en haalde een bachelor-diploma aan Princeton, om vervolgens rechten te studeren aan Harvard Law School. Na zijn promotie, aldaar, werkte hij enige jaren als advocaat, alvorens te gaan werken op het kantoor van de openbaar aanklager in Manhattan. In die hoedanigheid speelde hij een hoofdrol in de berechtiging van de New Yorkse maffiafamilie Gambino. Vervolgens werkte hij weer enige jaren als advocaat.
In 1998 werd hij gekozen tot procureur-generaal voor de staat New York. Als zodanig hield hij zich met name bezig met het tegengaan van witteboordencriminaliteit. Ook rolde hij een aantal prostitutienetwerken op. In 2006 werd hij - voor de Democraten - met 69% van de stemmen gekozen tot gouverneur van New York. In de nieuwjaarsnacht van 2007 legde hij de eed af. Spitzer werd gekozen op een programma dat verschillende hervormingen beloofde, maar de meeste van zijn voorstellen stuitten op verzet in de door de Republikeinen beheerste senaat van New York. Al na elf maanden had hij nog maar krediet van 33% van de kiezers. Zo sneuvelde onder andere zijn voorstel om het homohuwelijk in New York mogelijk te maken. Ook zijn plannen om aan illegaal in New York verblijvende personen rijbewijzen te verlenen stuitte op hevig verzet.

## Seksschandaal
Op 10 maart 2008 publiceerde de New York Times een artikel waarin werd beweerd dat Spitzer in februari meermaals in een New Yorks hotel contact had gehad met een callgirl, Ashley Alexandra Dupré. Meteen daarop gaf Spitzer een persconferentie waarin hij spijt betuigde tegenover zijn echtgenote en de bevolking van New York. Daarna werd er van verschillende kanten op zijn vertrek aangedrongen. De leider van de Republikeinen in New York, James Tedisco, kondigde aan een impeachmentprocedure te starten, als de gouverneur niet uit eigen beweging zijn ambt zou neerleggen. Uit een opiniepeiling bleek vervolgens dat 68% van de kiezers vond dat Spitzer zou moeten aftreden, terwijl 54% voor impeachment was, mocht Spitzer niet zelf terugtreden. Op 12 maart kondigde hij dan toch aan zijn ontslag te nemen binnen de week, officieel op 17 maart. Spitzer werd opgevolgd door de vicegouverneur (lieutenant governor) David Paterson.

## Na zijn ontslag
Na Spitzers ontslag als gouverneur trok hij zich deels terug uit het openbare leven. Wel werd hij een columnist voor het online tijdschrift Slate. Sinds september 2009 geeft Spitzer les in de politieke wetenschappen aan het City College of New York. In 2010 werd aangekondigd dat CNN een praatprogramma met Kathleen Parker en Eliot Spitzer zou uitzenden, genaamd Parker Spitzer. In februari 2011 werd aangekondigd dat Parker de show verliet. Het programma ging verder met Spitzer onder de naam In The Arena. Op 8 augustus 2011 werd de laatste aflevering uitgezonden.
Spitzer ontkende speculaties over een mogelijke terugkeer naar de politiek maar deed in 2013 niettemin, een mislukte, poging om gekozen te worden tot New York City Comptroller.
- Gemeinsame Normdatei: 142440256
- International Standard Name Identifier: 0000 0003 7462 4898
- Library of Congress Control Number: n99281948
- Nationale Bibliotheek van Israël: 987007431569005171
- Nationale Bibliotheek van Polen: a0000003735935
- SNAC: w6gc2vtt
- Système universitaire de documentation: 158422996
- Virtual International Authority File: 148525875
- WorldCat: E39PBJkdgtbgbtr3QRbMH7w3cP